# Киллен, Джон Тайрел
Джон Тайрел Киллен (род. 1937) — британский индоевропеист и микенолог.
Киллен был учеником Джона Чедвика, который вместе с Майклом Вентрисом завершил расшифровку линейного письма Б. С 1967 по 1990 год Киллен преподавал античность в Кембриджском университете. В 1990 году он был назначен лектором, а затем профессором микенского греческого языка. Таким образом, он занимал одну из двух кафедр в мире по этой специализации (другую кафедру в Неаполе занимает Луи Годар). С 1999 года является почетным профессором микенского греческого языка и научным сотрудником колледжа Иисуса в Кембридже. В 1995 году он был избран членом Британской академии.
В области микенологии Киллен сыграл ведущую роль в публикации Корпуса микенских надписей из Кносса и транслитерации табличек из Кносса. В более широкой области индоевропейских исследований Киллен работает над индоевропейской фонологией и надписями и литературными свидетельствами диалектов классического греческого языка.

## Избранные сочинения
Корпус документов линейным письмом Б
- with John Chadwick, Louis Godart, Jean-Pierre Olivier, Anna Sacconi, Jannis Athanasiu Sakellarakis (Hrsg.): Corpus of Mycenaean Inscriptions from Knossos. 4 Vols., Cambridge University Press, Cambridge 1987—1999, Extracts, Vol. 1 online Архивная копия от 24 января 2022 на Wayback Machine, Extracts, Vol. 2 online Архивная копия от 24 января 2022 на Wayback Machine, Bibliography, Vol. 3 Архивная копия от 29 апреля 2016 на Wayback Machine, Volume 4, fragments online Архивная копия от 24 января 2022 на Wayback Machine.
- with Jean Pierre Olivier: The Knossos Tablets: A Transliteration. Ediciones Universidad de Salamanca, Salamanca, 5 ed. 1989 (Minos, 11).
  - with John Chadwick, Jean-Pierre Olivier: The Knossos Tablets: A Transliteration. Cambridge UP, Cambridge, 4 ed. 1971.
  - with John Chadwick: The Knossos Tablets: A Transliteration of All the Texts in Linear B Script Found at Knossos, Crete, Based Upon a New Collation of Photographs and Originals. University of London, Institute of Classical Studies, London, 3. Auflage 1964 (Bulletin of the Institute of Classical Studies, supplement no. 15).

Редактор
- with José L. Melena, Jean-Pierre Olivier (eds.): Studies in Mycenaean and classical Greek presented to John Chadwick. Ediciones Universidad de Salamanca, Salamanca 1987 (Minos, 20-22).

Статьи
- Names in -e and -e-u in Mycenaean Greek. In: J. H. W. Penney (Hrsg.), Indo-European Perspectives: Studies in Honour of Anna Morpurgo Davies. Oxford University Press, Oxford 2004.
- Thoughts on the functions of new Thebes tablets. In: Sigrid Deger-Jalkotzy, Oswald Panagl (Hrsg.), Die Neuen Linear B-Texte aus Theben: Ihr Aufschlusswert für die Mykenische Sprache und Kultur. Akten des internationalen Forschungskolloquiums an der Österreichischen Akademie der Wissenschaften, 5. und 6. Dezember 2002. Austrian Academy of Sciences Press, 2006.
- Conscription and Corvée at Mycenaean Pylos. In: M. Perna (Hrsg.), Fiscality in Mycenaean and Near Eastern Archives. Neapel, 2006.
- Mycenaean e-re-e-u. In: F. Lang, C. Reinholdt, J. Weilhartner (Hrsg.), ΣTEΦANOΣ APIΣTEIOΣ. Archäologische Forschungen zwischen Nil und Istros. Festschrift für Stefan Hiller zum 65. Geburtstag. Phoibos Verlag, 2007.
- with Anna Morpurgo Davies: John Chadwick 1920—1998. In: Proceedings of the British Academy 115, 2002, 133—165.
- The wool industry of Crete in the late Bronze Age. In: The Annual of the British School at Athens 59, 1964, S. 1-15, (online).